# Eleições legislativas portuguesas de 1979 no distrito de Coimbra
| Eleições legislativas portuguesas de 1979 Distritos: Aveiro \| Beja \| Braga \| Bragança \| Castelo Branco \| Coimbra \| Évora \| Faro \| Guarda \| Leiria \| Lisboa \| Portalegre \| Porto \| Santarém \| Setúbal \| Viana do Castelo \| Vila Real \| Viseu \| Açores \| Madeira \| Estrangeiro |

## Resultados por Concelho
Os resultados nos concelhos do Distrito de Coimbra foram os seguintes:

### Arganil
| Partido                 | Partido                 | Votos  | %               | +/-  |
| ----------------------- | ----------------------- | ------ | --------------- | ---- |
|                         | Aliança Democrática     | 5 786  | 58,23 / 100,00  | 7,03 |
|                         | Partido Socialista      | 2 901  | 29,20 / 100,00  | 2,57 |
|                         | Aliança Povo Unido      | 420    | 4,23 / 100,00   | 2,15 |
|                         | PCTP/MRPP               | 126    | 1,27 / 100,00   | 0,82 |
|                         | Outros                  | 265    | 2,66 / 100,00   |      |
| Votos Inválidos         | Votos Inválidos         | 438    | 4,40 / 100,00   | 5,02 |
| Total                   | Total                   | 9 936  | 100,00 / 100,00 |      |
| Eleitorado/Participação | Eleitorado/Participação | 11 733 | 84,68 / 100,00  | 9,24 |

### Cantanhede
| Partido                 | Partido                 | Votos  | %               | +/-  |
| ----------------------- | ----------------------- | ------ | --------------- | ---- |
|                         | Aliança Democrática     | 14 944 | 64,27 / 100,00  | 3,15 |
|                         | Partido Socialista      | 5 915  | 25,44 / 100,00  | 3,08 |
|                         | Aliança Povo Unido      | 774    | 3,33 / 100,00   | 1,37 |
|                         | Outros                  | 708    | 3,04 / 100,00   |      |
| Votos Inválidos         | Votos Inválidos         | 912    | 3,92 / 100,00   | 1,10 |
| Total                   | Total                   | 23 253 | 100,00 / 100,00 |      |
| Eleitorado/Participação | Eleitorado/Participação | 27 598 | 84,26 / 100,00  | 6,52 |

### Coimbra
| Partido                 | Partido                   | Votos  | %               | +/-  |
| ----------------------- | ------------------------- | ------ | --------------- | ---- |
|                         | Aliança Democrática       | 33 918 | 39,44 / 100,00  | 5,82 |
|                         | Partido Socialista        | 29 477 | 34,27 / 100,00  | 9,87 |
|                         | Aliança Povo Unido        | 15 313 | 17,80 / 100,00  | 5,66 |
|                         | União Democrática Popular | 1 558  | 1,81 / 100,00   | 0,21 |
|                         | UEDS                      | 1 121  | 1,30 / 100,00   | Novo |
|                         | Outros                    | 1 460  | 1,70 / 100,00   |      |
| Votos Inválidos         | Votos Inválidos           | 3 157  | 3,67 / 100,00   | 1,28 |
| Total                   | Total                     | 86 004 | 100,00 / 100,00 |      |
| Eleitorado/Participação | Eleitorado/Participação   | 99 807 | 86,17 / 100,00  | 3,91 |

### Condeixa-a-Nova
| Partido                 | Partido                   | Votos | %               | +/-  |
| ----------------------- | ------------------------- | ----- | --------------- | ---- |
|                         | Partido Socialista        | 3 392 | 41,20 / 100,00  | 0,92 |
|                         | Aliança Democrática       | 3 081 | 37,42 / 100,00  | 2,93 |
|                         | Aliança Povo Unido        | 882   | 10,71 / 100,00  | 4,50 |
|                         | União Democrática Popular | 173   | 2,10 / 100,00   | 0,13 |
|                         | Outros                    | 243   | 2,95 / 100,00   |      |
| Votos Inválidos         | Votos Inválidos           | 462   | 5,62 / 100,00   | 4,63 |
| Total                   | Total                     | 8 233 | 100,00 / 100,00 |      |
| Eleitorado/Participação | Eleitorado/Participação   | 9 662 | 85,21 / 100,00  | 3,18 |

### Figueira da Foz
| Partido                 | Partido                   | Votos  | %               | +/-   |
| ----------------------- | ------------------------- | ------ | --------------- | ----- |
|                         | Partido Socialista        | 14 948 | 40,04 / 100,00  | 10,30 |
|                         | Aliança Democrática       | 13 066 | 35,00 / 100,00  | 8,48  |
|                         | Aliança Povo Unido        | 5 794  | 15,52 / 100,00  | 4,27  |
|                         | União Democrática Popular | 514    | 1,38 / 100,00   | 0,46  |
|                         | PCTP/MRPP                 | 413    | 1,11 / 100,00   | 0,21  |
|                         | Outros                    | 886    | 2,38 / 100,00   |       |
| Votos Inválidos         | Votos Inválidos           | 1 708  | 4,57 / 100,00   | 1,70  |
| Total                   | Total                     | 37 329 | 100,00 / 100,00 |       |
| Eleitorado/Participação | Eleitorado/Participação   | 45 129 | 82,72 / 100,00  | 6,93  |

### Góis
| Partido                 | Partido                 | Votos | %               | +/-   |
| ----------------------- | ----------------------- | ----- | --------------- | ----- |
|                         | Aliança Democrática     | 2 022 | 49,77 / 100,00  | 4,56  |
|                         | Partido Socialista      | 1 372 | 33,77 / 100,00  | 0,54  |
|                         | Aliança Povo Unido      | 163   | 4,01 / 100,00   | 1,67  |
|                         | Outros                  | 169   | 4,15 / 100,00   |       |
| Votos Inválidos         | Votos Inválidos         | 337   | 8,29 / 100,00   | 3,02  |
| Total                   | Total                   | 4 063 | 100,00 / 100,00 |       |
| Eleitorado/Participação | Eleitorado/Participação | 5 075 | 80,06 / 100,00  | 14,13 |

### Lousã
| Partido                 | Partido                   | Votos | %               | +/-  |
| ----------------------- | ------------------------- | ----- | --------------- | ---- |
|                         | Aliança Democrática       | 3 296 | 41,49 / 100,00  | 3,32 |
|                         | Partido Socialista        | 3 197 | 40,24 / 100,00  | 4,17 |
|                         | Aliança Povo Unido        | 585   | 7,36 / 100,00   | 4,13 |
|                         | União Democrática Popular | 215   | 2,71 / 100,00   | 1,40 |
|                         | PCTP/MRPP                 | 88    | 1,11 / 100,00   | 0,58 |
|                         | Outros                    | 170   | 2,14 / 100,00   |      |
| Votos Inválidos         | Votos Inválidos           | 393   | 4,95 / 100,00   | 2,27 |
| Total                   | Total                     | 7 944 | 100,00 / 100,00 |      |
| Eleitorado/Participação | Eleitorado/Participação   | 9 589 | 82,84 / 100,00  | 5,10 |

### Mira
| Partido                 | Partido                 | Votos | %               | +/-  |
| ----------------------- | ----------------------- | ----- | --------------- | ---- |
|                         | Aliança Democrática     | 4 287 | 54,97 / 100,00  | 1,23 |
|                         | Partido Socialista      | 2 606 | 33,41 / 100,00  | 0,77 |
|                         | Aliança Povo Unido      | 305   | 3,91 / 100,00   | 2,02 |
|                         | Outros                  | 256   | 3,28 / 100,00   |      |
| Votos Inválidos         | Votos Inválidos         | 345   | 4,42 / 100,00   | 2,11 |
| Total                   | Total                   | 7 799 | 100,00 / 100,00 |      |
| Eleitorado/Participação | Eleitorado/Participação | 9 246 | 84,35 / 100,00  | 2,39 |

### Miranda do Corvo
| Partido                 | Partido                 | Votos | %               | +/-  |
| ----------------------- | ----------------------- | ----- | --------------- | ---- |
|                         | Aliança Democrática     | 3 356 | 47,60 / 100,00  | 3,59 |
|                         | Partido Socialista      | 2 662 | 37,76 / 100,00  | 1,58 |
|                         | Aliança Povo Unido      | 407   | 5,77 / 100,00   | 3,06 |
|                         | PCTP/MRPP               | 86    | 1,22 / 100,00   | 0,89 |
|                         | Outros                  | 219   | 3,11 / 100,00   |      |
| Votos Inválidos         | Votos Inválidos         | 320   | 4,54 / 100,00   | 3,84 |
| Total                   | Total                   | 7 050 | 100,00 / 100,00 |      |
| Eleitorado/Participação | Eleitorado/Participação | 8 521 | 82,74 / 100,00  | 7,80 |

### Montemor-o-Velho
| Partido                 | Partido                   | Votos  | %               | +/-   |
| ----------------------- | ------------------------- | ------ | --------------- | ----- |
|                         | Partido Socialista        | 6 938  | 44,09 / 100,00  | 3,82  |
|                         | Aliança Democrática       | 5 167  | 32,83 / 100,00  | 2,31  |
|                         | Aliança Povo Unido        | 1 839  | 11,69 / 100,00  | 5,77  |
|                         | União Democrática Popular | 259    | 1,65 / 100,00   | 0,31  |
|                         | PCTP/MRPP                 | 225    | 1,43 / 100,00   | 0,86  |
|                         | Outros                    | 392    | 2,48 / 100,00   |       |
| Votos Inválidos         | Votos Inválidos           | 917    | 5,83 / 100,00   | 3,58  |
| Total                   | Total                     | 15 737 | 100,00 / 100,00 |       |
| Eleitorado/Participação | Eleitorado/Participação   | 19 622 | 80,20 / 100,00  | 10,98 |

### Oliveira do Hospital
| Partido                 | Partido                 | Votos  | %               | +/-  |
| ----------------------- | ----------------------- | ------ | --------------- | ---- |
|                         | Aliança Democrática     | 8 443  | 56,67 / 100,00  | 1,34 |
|                         | Partido Socialista      | 4 740  | 31,81 / 100,00  | 0,30 |
|                         | Aliança Povo Unido      | 421    | 2,83 / 100,00   | 1,24 |
|                         | PCTP/MRPP               | 191    | 1,28 / 100,00   | 0,83 |
|                         | Outros                  | 462    | 3,10 / 100,00   |      |
| Votos Inválidos         | Votos Inválidos         | 642    | 4,31 / 100,00   | 2,00 |
| Total                   | Total                   | 14 899 | 100,00 / 100,00 |      |
| Eleitorado/Participação | Eleitorado/Participação | 16 930 | 88,00 / 100,00  | 5,39 |

### Pampilhosa da Serra
| Partido                 | Partido                                | Votos | %               | +/-  |
| ----------------------- | -------------------------------------- | ----- | --------------- | ---- |
|                         | Aliança Democrática                    | 3 180 | 66,31 / 100,00  | 3,25 |
|                         | Partido Socialista                     | 962   | 20,06 / 100,00  | 0,64 |
|                         | Aliança Povo Unido                     | 244   | 5,09 / 100,00   | 3,56 |
|                         | PCTP/MRPP                              | 64    | 1,33 / 100,00   | 0,86 |
|                         | Partido Operário de Unidade Socialista | 61    | 1,27 / 100,00   | Novo |
|                         | Outros                                 | 87    | 1,82 / 100,00   |      |
| Votos Inválidos         | Votos Inválidos                        | 198   | 4,13 / 100,00   | 4,31 |
| Total                   | Total                                  | 4 796 | 100,00 / 100,00 |      |
| Eleitorado/Participação | Eleitorado/Participação                | 5 979 | 80,21 / 100,00  | 8,71 |

### Penacova
| Partido                 | Partido                 | Votos  | %               | +/-  |
| ----------------------- | ----------------------- | ------ | --------------- | ---- |
|                         | Aliança Democrática     | 5 408  | 53,97 / 100,00  | 3,72 |
|                         | Partido Socialista      | 2 980  | 29,74 / 100,00  | 2,79 |
|                         | Aliança Povo Unido      | 756    | 7,54 / 100,00   | 2,96 |
|                         | Outros                  | 390    | 3,90 / 100,00   |      |
| Votos Inválidos         | Votos Inválidos         | 486    | 4,85 / 100,00   | 2,74 |
| Total                   | Total                   | 10 020 | 100,00 / 100,00 |      |
| Eleitorado/Participação | Eleitorado/Participação | 12 255 | 81,76 / 100,00  | 8,83 |

### Penela
| Partido                 | Partido                 | Votos | %               | +/-   |
| ----------------------- | ----------------------- | ----- | --------------- | ----- |
|                         | Aliança Democrática     | 3 051 | 58,76 / 100,00  | 4,14  |
|                         | Partido Socialista      | 1 586 | 30,55 / 100,00  | 0,25  |
|                         | Aliança Povo Unido      | 163   | 3,14 / 100,00   | 1,80  |
|                         | Outros                  | 170   | 3,28 / 100,00   |       |
| Votos Inválidos         | Votos Inválidos         | 222   | 4,27 / 100,00   | 4,12  |
| Total                   | Total                   | 5 192 | 100,00 / 100,00 |       |
| Eleitorado/Participação | Eleitorado/Participação | 6 237 | 83,25 / 100,00  | 10,35 |

### Soure
| Partido                 | Partido                                | Votos  | %               | +/-  |
| ----------------------- | -------------------------------------- | ------ | --------------- | ---- |
|                         | Partido Socialista                     | 6 930  | 49,21 / 100,00  | 1,41 |
|                         | Aliança Democrática                    | 4 349  | 30,88 / 100,00  | 3,60 |
|                         | Aliança Povo Unido                     | 1 196  | 8,49 / 100,00   | 3,92 |
|                         | União Democrática Popular              | 193    | 1,37 / 100,00   | 0,17 |
|                         | Partido Operário de Unidade Socialista | 187    | 1,33 / 100,00   | Novo |
|                         | Outros                                 | 381    | 2,70 / 100,00   |      |
| Votos Inválidos         | Votos Inválidos                        | 846    | 6,01 / 100,00   | 4,58 |
| Total                   | Total                                  | 14 082 | 100,00 / 100,00 |      |
| Eleitorado/Participação | Eleitorado/Participação                | 17 278 | 81,50 / 100,00  | 4,49 |

### Tábua
| Partido                 | Partido                                | Votos | %               | +/-  |
| ----------------------- | -------------------------------------- | ----- | --------------- | ---- |
|                         | Aliança Democrática                    | 4 896 | 59,36 / 100,00  | 6,46 |
|                         | Partido Socialista                     | 2 246 | 27,23 / 100,00  | 2,98 |
|                         | Aliança Povo Unido                     | 313   | 3,79 / 100,00   | 1,60 |
|                         | PCTP/MRPP                              | 108   | 1,31 / 100,00   | 0,64 |
|                         | Partido Operário de Unidade Socialista | 87    | 1,05 / 100,00   | Novo |
|                         | Outros                                 | 196   | 2,38 / 100,00   |      |
| Votos Inválidos         | Votos Inválidos                        | 402   | 4,87 / 100,00   | 3,86 |
| Total                   | Total                                  | 8 248 | 100,00 / 100,00 |      |
| Eleitorado/Participação | Eleitorado/Participação                | 9 702 | 85,01 / 100,00  | 8,37 |

### Vila Nova de Poiares
| Partido                 | Partido                                | Votos | %               | +/-   |
| ----------------------- | -------------------------------------- | ----- | --------------- | ----- |
|                         | Aliança Democrática                    | 1 776 | 47,25 / 100,00  | 3,70  |
|                         | Partido Socialista                     | 1 204 | 32,03 / 100,00  | 8,00  |
|                         | Aliança Povo Unido                     | 348   | 9,26 / 100,00   | 3,41  |
|                         | PCTP/MRPP                              | 51    | 1,36 / 100,00   | 0,91  |
|                         | Partido Operário de Unidade Socialista | 46    | 1,22 / 100,00   | Novo  |
|                         | UEDS                                   | 40    | 1,06 / 100,00   | Novo  |
|                         | Outros                                 | 69    | 1,84 / 100,00   |       |
| Votos Inválidos         | Votos Inválidos                        | 225   | 5,98 / 100,00   | 1,59  |
| Total                   | Total                                  | 3 759 | 100,00 / 100,00 |       |
| Eleitorado/Participação | Eleitorado/Participação                | 4 776 | 78,71 / 100,00  | 10,21 |